# Hadzji Murat
Hadzji Murat, född på 1790-talet, död 5 maj 1852 (23 april g.s.), var en kaukasisk upprorsledare som först stod på Rysslands, därefter på imamen Sjamils sida och slutligen inte på någons sida. I Kaukasien betraktas han som hjälte.[källa behövs]

## Inom fiktion
Lev Tolstoj skrev en skönlitterär men realistisk roman om honom, med hans namn som titel. Trots att det inte är någon historiebok beskriver den på ett utmärkt sätt Kejsardömet Ryssland.